# 武準
武準（越南语：／，1895年—1956年），字石川，越南阮朝官員。

## 生平
1895年（一說1896年），武準出生於承天府香水縣神符社。武準爲武佐家族第十二代，父親是東閣大學士春和子武濂。母親爲阮朝宗室。
1933年，任崑嵩管道。1938年，任廣平巡撫。1939年，任廣義巡撫。
1956年，武準在西貢逝世。骨灰現供奉在胡志明市第十一郡萬福寺。

## 榮譽
- 大南龍星指揮官勳位
- 萬象及白傘勳章軍官勳位
- 農業功勳勳章軍官勳位
- 法國榮譽軍團勳章騎士勳位